# Praalgraf voor Emile Verhaeren

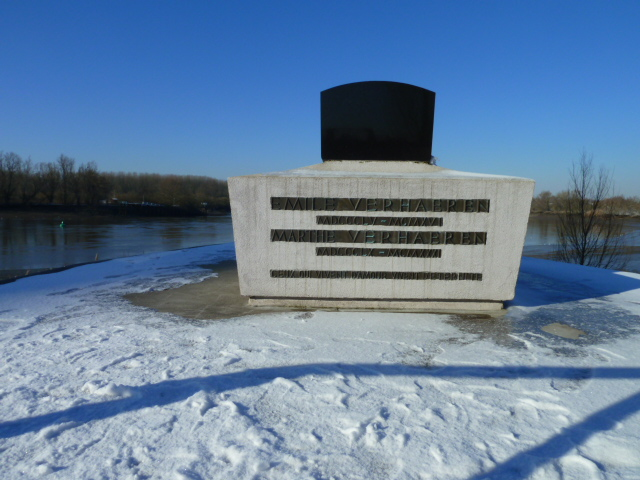
Praalgraf voor Emile Verhaeren

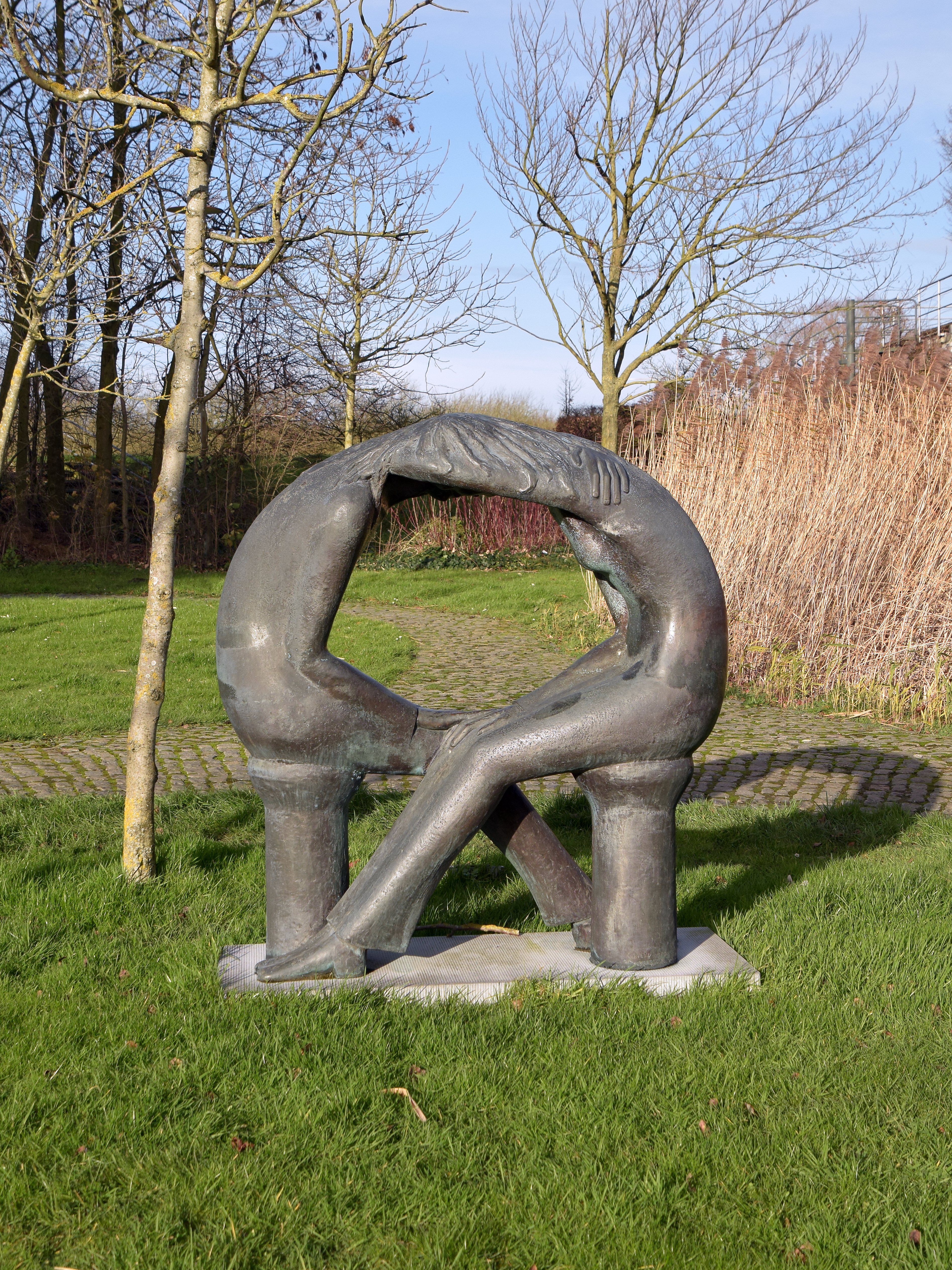
Liefdegetijden

Het Praalgraf voor Emile Verhaeren is een monument in de Antwerpse plaats Sint-Amands, gelegen aan de Kaai.

## Geschiedenis
Emile Verhaeren stierf in 1916 en het monument werd opgericht in 1927. Dit ligt aan de oever van de Schelde, een rivier die door Verhaeren vaak bezongen werd.
De keuze van de plaats van het monument werd ingegeven door Henry Van de Velde en het ontwerp is van Louis Van der Swaelmen.
In 1955 werd het stoffelijk overschot van de in 1931 gestorven weduwe Marthe Massin bijgezet, waarbij het monument werd vergroot. Achter het monument werd de Marthe Massintuin aangelegd met daarin het beeld: Liefdegetijden, dat geïnspireerd is op het gedicht: Les Heures (De getijden) van Verhaeren.

## Monument
Het monument is geplaatst op een betonnen sokkel en bestaat uit een grafkelder, die de vorm heeft van een schip, met daarop een zwarte granieten sarcofaag, die afkomstig is van het vroegere graf van de dichter te Wulveringem.